# Heinrich Wilhelm
Pour les articles homonymes, voir Wilhelm.
Heinrich Wilhelm, né en 1585 mort le 3 avril 1652 à Stockholm, est un sculpteur et architecte allemand, également actif en Suède.

## Biographie
À partir de 1620 environ, il vit à Hambourg, où il exécute des œuvres en marbre et en albâtre. Il est un « maître libre », ce qui prouve qu'il est très apprécié de ses mécènes. Bien qu'il soit probablement très productif pendant sa période hambourgeoise, il n'y a pas de traces de son travail ; il ne reste pas non plus la seule œuvre documentée de lui en Allemagne, un grand retable dans la Nicolaikirche à Elmshorn, exécuté vers 1640 mais détruit dès 1657 et maintenant connu d'après une description contemporaine. Une autre œuvre allemande lui est attribué pour des raisons stylistiques : une grande épitaphe murale (1637) pour Johan Schönbach dans la cathédrale de Schleswig. En 1635, le Grand Chancelier suédois Axel Oxenstierna l'invite en Suède pour travailler au Palais de la Noblesse à Stockholm.
Heinrich Wilhelm meurt le 3 avril 1652 à Stockholm.